# Orchis italica
Orchis italica – gatunek z rodziny storczykowatych pochodzący z basenu Morza Śródziemnego. Naturalny zasięg występowania to kraje Europy południowej (Baleary, Portugalia, Sardynia i Hiszpania, Albania, Grecja, Włochy, Sycylia, kraje byłej Jugosławii), zachodniej Azji (Cypr, Wschodnie Wyspy Egejskie, Syria, Liban, Izrael, Palestyna, Turcja) oraz północnej Afryki (Maroko, Tunezja, Libia, Algieria). W naturalnym środowisku rośnie do wysokości 1300 m n.p.m.

## Morfologia
PokrójBylina z dwiema bulwami kulistymi lub jajowatymi o średnicy do 6 cm. Osiąga od 20 do 70 cm. Łodyga zwykle prosta, cylindryczna i zielona.
LiścieOdziomkowe 2–4 mają kształt podłużny, długość ok. 5 cm. Liście łodygowe są plamiste bądź nie, osiągają długość od 5 do 13 cm i szerokość 1-3 cm.
KwiatyWsparte przysadkami lancetowatymi, jednożyłkowymi. Zebrane są w kwiatostan gęsty, stożkowaty lub cylindryczny. Okwiat barwy białawej do różowej z czerwonymi plamami.

## Uprawa
Gatunek nadaje się na stanowiska słoneczne, gliniaste i wilgotne – nie może rosnąć w cieniu. Wymaga gleby bogatej w składniki odżywcze. Jest wrażliwy na środki grzybobójcze – mogą one uszkodzić grzyby symbiotyczne i doprowadzić do obumarcia rośliny. 

## Zastosowanie
Wysuszone i sproszkowane bulwy wykorzystywane są do wyrobu salepu, którego źródła sięgają kuchni bałkańskiej i tureckiej. W ziołolecznictwie gatunkowi przypisywane są właściwości przeciwbiegunkowe, łagodzące i odżywcze.